# Claud Elliott Lake Park
Claud Elliott Lake Park är en park i Kanada.   Den ligger i provinsen British Columbia, i den sydvästra delen av landet, 3 800 km väster om huvudstaden Ottawa. Claud Elliott Lake Park ligger 314 meter över havet. Den ligger vid sjöarna  Claud Elliott Lake och Fickle Lake.
Terrängen runt Claud Elliott Lake Park är bergig österut, men västerut är den kuperad. Claud Elliott Lake Park ligger nere i en dal. Trakten runt Claud Elliott Lake Park är nära nog obefolkad, med mindre än två invånare per kvadratkilometer.. Närmaste större samhälle är Woss, 11,9 km söder om Claud Elliott Lake Park.
I omgivningarna runt Claud Elliott Lake Park växer i huvudsak barrskog.